# Fernán Silva Valdés
Fernán Silva Valdés (Montevidéu,15 de outubro de 1887-id. 9 de janeiro de 1975) Foi um poeta , compositor , romancista e dramaturgo uruguaio .Um dos grandes nomes da literatura nativista de seu país no século XX. Começou no movimento modernista lançando em 1913 Ánforas de barro e em 1917 Humos de incienso. Em 1921 , porém , ele escreve Agua del tiempo em que com poemas nativos , ressaltando as cores nacionais , o faz entrar na história da  Literatura da América Latina ,  continou na poesia com Poemas nativos (1925) , Intemperie (1930) , Romances chúcaros (1933) e Romancero del sur(1938).A partir dos anos 1940 passa a dedicar-se a escrever contos , recolhendo lendas e tradições rioplatenses : Dessa fase são os seus livros: Cuentos y leyendas del Río de la Plata (1941) ,Cuentos del Uruguay (1945) e Ronda catonga(1945) clássico da literatura infantil de seu país. Incursionou na dramaturgia , mais uma vez destacando personagens rurais e urbanos do Rio da  Prata : Santos Vega (1952) e Barrio Palermo (1953) correspondem a esse momento . Destacou-se também como letrista de tango e milonga sendo gravado inclusive por Carlos Gardel.